# سینه‌سرخ زرد نواردار
سینه‌سرخ زرد نواردار (نام علمی: Poecilodryas placens) نام یک گونه از سرده کوچک‌پری‌ها است.